# Al Watrous
Albert Andrew Watrous (Yonkers, 22 juli 1899 - 3 december 1983) was een Amerikaans professioneel golfer.
Al Watrous groeide op in Michigan. In 1922 werd hij pro op de Redford Golf Club, daarna op Grand Rapids Highlands en Meadowbrook voordat hij 33 jaar lang pro was op de Oakland Hills Country Club in Michigan. 
Hij won negen keer het Michigan PGA Kampioenschap en eindigde zeven keer op de 2de plaats. De eerste keer dat hij het toernooi won was hij als 23-jarige de jongste winnaar ooit, in 1954 was hij de oudste winnaar ooit. Bij het Brits Open was hij minder fortuinlijk, in 1926 werd hij 2de achter Bobby Jones.
Watrous speelde negen keer in de Masters, inclusief in de eerste editie in 1934.
Ook als senior golfer was hij succesvol. Hij was een van de twaalf meervoudige winnaars van het PGA Kampioenschap. In 1957 versloeg hij John Burtonin Glasgow met 8&6 tijdens het Senior Wereldkampioenschap.
Tijdens zijn golfcarrière maakte hij dertien keer een hole-in-one. In 2009 werd een golftoernooi naar hem vernoemd, de Al Watrous Memorial Intercollegiate Invitational.
Watrous heeft ook een aantal golfbanen aangelegd, onder meer de Black Forrest in Wilderness Valley (daarna gerenoveerd door Tom Doak). 

## Gewonnen
- 1922; Canadian Open
- 1925: South Central Open, x
- 1927: x
- 1929: x
- 1932: Mid-South Open (tie met Henry Picard en Al Houghton), Mid-South Bestball (met Tommy Armour)
- 1933: x

Michigan

(mogelijk niet compleet)
- 1922: Michigan PGA Championship
- 1924: Michigan PGA Championship
- 1926: Michigan Open
- 1927: Michigan Open
- 1929: Michigan Open
- 1930: Michigan Open
- 1932: Michigan PGA Championship
- 1936: Michigan PGA Championship
- 1938: Michigan PGA Championship
- 1939: Michigan PGA Championship
- 1941: Michigan PGA Championship
- 1943: Michigan Open
- 1949: Michigan Open (-9, het record)
- 1952: Michigan PGA Championship, Michigan Pro-Am met Tom Sheenan
- 1954: Michigan PGA Championship, Michigan Pro-Am met Tom Sheenan

Senior
- 1950: PGA Seniors' Championship (142, -2)
- 1951: PGA Seniors' Championship (142, -2) na play-off tegen Jock Hutchison
- 1953: Michigan PGA Senior Championship
- 1954: Michigan PGA Senior Championship
- 1956: Michigan PGA Senior Championship
- 1957: PGA Seniors' Championship (201)  na 18-holes play-off tegen Bob Stupple, Michigan PGA Senior Championship
- 1961: Michigan PGA Senior Championship

## Teams
- Ryder Cup: 1917, 1929